# برايس هارلو
برايس هارلو (بالإنجليزية: Bryce Harlow)‏ (و. 1916 – 1987 م) هو عضو مجموعة ضغط أمريكي، ولد في أوكلاهوما سيتي، أوكلاهوما، كان عضوًا في الحزب الجمهوري، توفي في مقاطعة أرلنغتون، فيرجينيا، عن عمر يناهز 71 عاماً.

## التعليم
تعلم في جامعة أوكلاهوما.